# Arabella Churchill
Arabella Churchill (23 de fevereiro de 1648 - Londres, 30 de maio de 1730) foi amante do rei Jaime II de Inglaterra e mãe de quatro de seus filhos (os quais levaram o sobrenome FitzJames, filhos de Jaime).

## Biografia
Arabella era filha de Sir Winston Churchill (um ancestral do primeiro-ministro de mesmo nome) e Isabel Drake. Ela também era irmã de John Churchill, 1.º Duque de Marlborough. A lealdade dos Churchill à família real era ardente e a única reação da família quando Arabella conseguiu seduzir o futuro Jaime II parece ter sido uma agradável surpresa dado a posição elevada do pretendente.
Ela começou um relacionamento com Jaime, então duque de Iorque, por volta de 1665, enquanto ainda era casado com Ana Hyde. Arabella se tornou dama de honra da duquesa de Iorque naquele mesmo ano e deu à luz dois filhos durante a vida de Ana. Ela continuou com Jaime após seu segundo casamento com Maria de Módena em 1673, mantendo um relacionamento de dez anos durante o que lhe deu quatro filhos. Algum tempo depois de 1674, ele se casou com Carlos Godfrey e teve três filhos com ele. O casamento com Godfrey durou até morte de Godfrey em 1714.
Arabella morreu em 30 de maio de 1730 aos 82 anos.

## Descendência

### Filhos com Jaime II de Inglaterra
Do seu relacionamento com Jaime II teve os seguintes filhos:
- Henriqueta FitzJames (1667 - 3 de abril de 1730).
- Jaime FitzJames, 1.º Duque de Berwick (1670 - 1734).
- Henrique FitzJames, 1.º Duque de Albemarle (1673 - 1702).[5]
- Arabella FitzJames (1674 - 7 de novembro de 1704), tornou-se freira.

Arabella é, através de Henriqueta, ancestral dos condes Spencer (e, portanto, de Diana, Princesa de Gales) e, através de Jaime, dos duques de Berwick, o mais tarde duques de Alba e de Cayetana Fitz-James Stuart, 18.ª Duquesa de Alba, a pessoa com os títulos mais nobres do mundo.

### Filhos com Carlos Godfrey
Do seu casamento com Charles Godfrey teve os seguintes filhos:
- Francisco Godfrey.
- Isabel Godfrey, casada com Edmundo Dunch, filho de Hungerford Dunch.
- Carlota Godfrey (nascida antes de 1685), casada com Hugo Boscawen, 1.º Visconde Falmouth.